# BMW M47

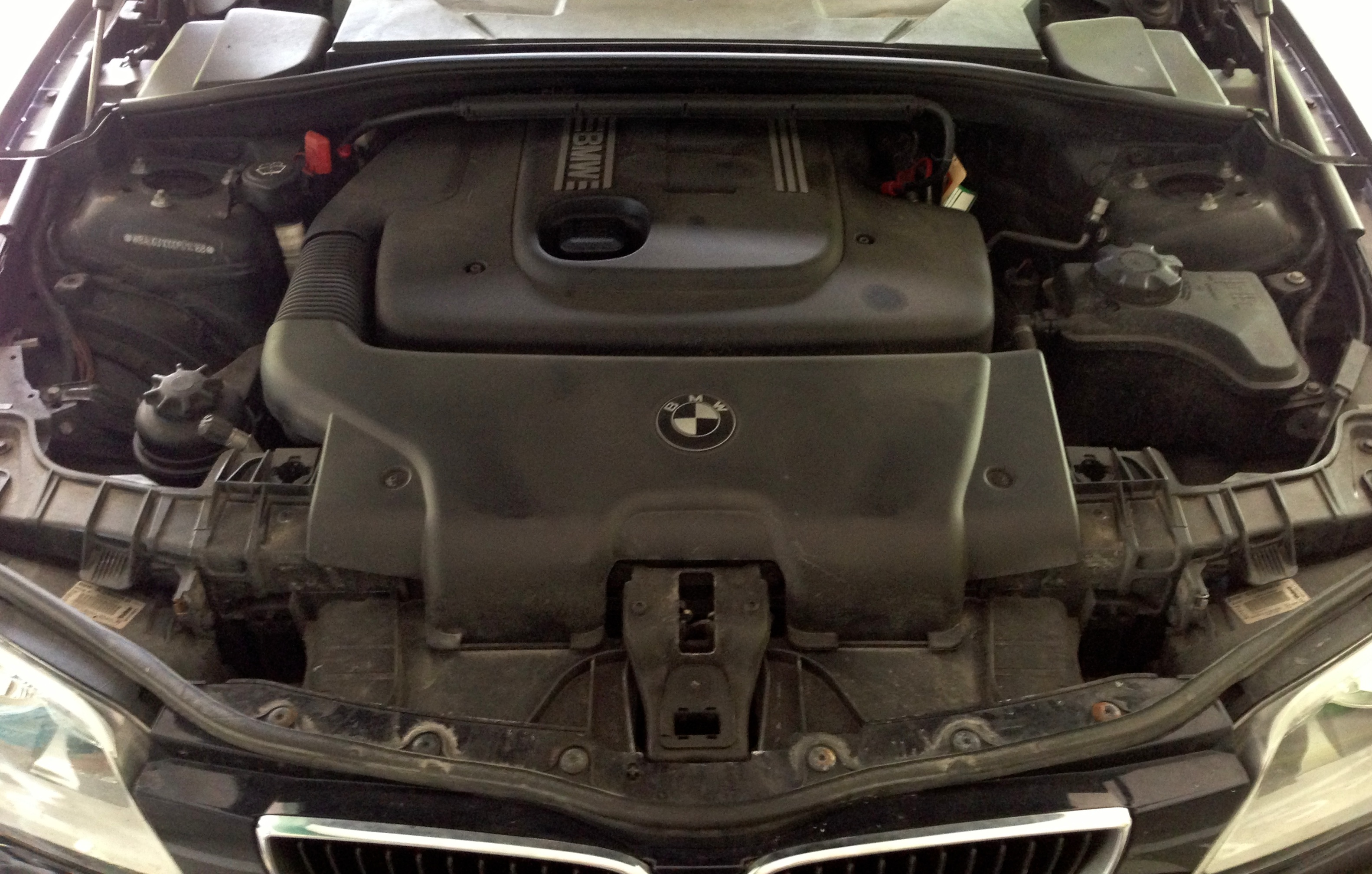
BMW M47 in einem BMW E87

Der BMW M47 ist ein turbogeladener Reihenvierzylinder-Dieselmotor des Automobilherstellers BMW. Die Produktion begann im März 1998 in Steyr.
Die 1998 im BMW E46 (320d) eingeführten Motoren waren zunächst mit einer Verteilereinspritzpumpe VP44 ausgerüstet. Im September 2001 (im E46 318d erst ab 2003) wurden sie überarbeitet und hießen fortan M47TÜ. Diese Version war mit Common-Rail-Einspritzung und Turbolader mit verstellbaren Leitschaufeln an der Turbine ausgerüstet.
Er ersetzte den M41. Sein Nachfolger wurde 2007 der N47.

## Konstruktion

### Motorblock und Zylinderkopf
Der Motorblock des M47 besteht überwiegend aus hochwertigem Grauguss. Dieses Material sorgt für hohe Steifigkeit und Langlebigkeit, was besonders bei Dieselmotoren von Vorteil ist. Im Gegensatz dazu wurde der Zylinderkopf aus Aluminium gefertigt, um das Gesamtgewicht zu reduzieren und eine effiziente Wärmeableitung zu gewährleisten. Diese Kombination aus Materialien trägt zu einer stabilen und gleichzeitig leichten Konstruktion bei.

### Ventilsteuerung und Nockenwellen
Der M47 ist mit einem Doppel-Nockenwellen-System (DOHC) ausgestattet, das eine präzise Steuerung der Ventilbewegungen ermöglicht. Dies fördert eine optimale Abstimmung zwischen Einlass und Auslass der Luft-Kraftstoff-Gemische und verbessert dadurch die Verbrennungseffizienz. In einigen Varianten ist zudem ein variabler Nockenwellenantrieb (VANOS) integriert, der die Ventilsteuerung dynamisch an die Betriebsbedingungen anpasst und so Leistung und Emissionen weiter optimiert.

### Einspritzsystem
Ein zentrales Element der Konstruktion des M47 ist das Common-Rail-Direkteinspritzsystem. Bei diesem System wird der Kraftstoff mit hohem Druck (mehrere hundert Bar) direkt in den Brennraum eingespritzt, was zu einer feinen Zerstäubung führt und eine nahezu vollständige Verbrennung ermöglicht. Die präzise Dosierung des Kraftstoffs verbessert den Wirkungsgrad des Motors und trägt gleichzeitig zu einer Reduktion der Emissionen bei.

### Turbolader
Zur Leistungssteigerung und zur Optimierung des Verbrennungsprozesses ist der M47 mit einem Turbolader ausgestattet. Der Turbolader erhöht die Lufteinströmung in den Motor, wodurch mehr Sauerstoff für die Verbrennung zur Verfügung steht. Dies führt zu einem höheren Drehmoment und einer verbesserten Leistungsabgabe. Die Konstruktion des Turboladers sowie die Gestaltung der Abgasanlage sind darauf ausgelegt, den Abgasgegendruck zu minimieren und die Emissionswerte im Rahmen der gesetzlichen Vorgaben zu halten.

### Antrieb der Nockenwellen
Die Nockenwellen des M47 werden über eine Steuerkette angetrieben. Die Verwendung einer Steuerkette – im Gegensatz zu Zahnriemen – gilt als besonders robust, erfordert jedoch regelmäßige Wartung, um eine präzise Synchronisation der Ventilsteuerung sicherzustellen. Die Kettentechnologie trägt zur Langlebigkeit des Motors bei, ist jedoch ein Bauteil, bei dem Verschleißerscheinungen im Laufe der Laufleistung berücksichtigt werden müssen.

## Einsatz
M47D20
- 2,0 L (1951 cm³), 85 kW (116 PS), 265 Nm
  - 2002–2003 BMW E46 318d/td
- 2,0 L (1951 cm³), 100 kW (136 PS), 280 Nm
  - 1998–2001 BMW E46 320d
- 2,0 L (1951 cm³), 100 kW (136 PS), 280 Nm
  - 2000–2004 BMW E39 520d

M47D20TÜ
- 2,0 L (1995 cm³), 85 kW (116 PS), 280 Nm
  - 2003–2005 BMW E46 318d/td
- 2,0 L (1995 cm³), 110 kW (150 PS), 330 Nm
  - 2001–2006 BMW E46 320d/td/Cd

M47D20TÜ2
- 2,0 L (1995 cm³), 90 kW (122 PS), 280 Nm
  - 2004–2007 BMW E87 118d
  - 2005–2007 BMW E90/E91 318d
- 2,0 L (1995 cm³), 110 kW (150 PS), 340 Nm
  - 2005–2007 BMW E90/E91 320d
  - 2006–2007 BMW E83 X3 2.0d
- 2,0 L (1995 cm³), 120 kW (163 PS), 340 Nm
  - 2004–2007 BMW E87 120d
  - 2005–2007 BMW E90/E91 320d
  - 2005–2007 BMW E60 520d